# Jacob Davenport
Jacob Davenport (sinh ngày 28 tháng 12 năm 1998) là một cầu thủ bóng đá người Anh thi đấu cho Blackburn Rovers, ở vị trí tiền vệ.

## Sự nghiệp
Davenport chuyển theo dạng cho mượn từ Manchester City đến Burton Albion vào tháng 1 năm 2018. Anh có màn ra mắt ngày 3 tháng 2 năm 2018, và ghi bàn thắng đầu tiên ngày 20 tháng 2 năm 2018.
Ngày 2 tháng 7 năm 2018, Davenport ký hợp đồng với Blackburn Rovers với bản hợp đồng 4 năm.

## Thống kê sự nghiệp
Tính đến 2 tháng 7 năm 2018
| Câu lạc bộ           | Mùa giải       | Giải           | Giải | Giải | Cúp quốc gia | Cúp quốc gia | League Cup | League Cup | Khác | Khác | Tổng | Tổng |
| Câu lạc bộ           | Mùa giải       | Hạng đấu       | Trận | Bàn  | Trận         | Bàn          | Trận       | Bàn        | Trận | Bàn  | Trận | Bàn  |
| -------------------- | -------------- | -------------- | ---- | ---- | ------------ | ------------ | ---------- | ---------- | ---- | ---- | ---- | ---- |
| Manchester City      | 2017–18        | Premier League | 0    | 0    | 0            | 0            | 0          | 0          | 0    | 0    | 0    | 0    |
| Burton Albion (mượn) | 2017–18        | Championship   | 17   | 1    | 0            | 0            | 0          | 0          | 0    | 0    | 17   | 1    |
| Blackburn Rovers     | 2018–19        | Championship   | 0    | 0    | 0            | 0            | 0          | 0          | 0    | 0    | 0    | 0    |
| Tổng sự nghiệp       | Tổng sự nghiệp | Tổng sự nghiệp | 17   | 1    | 0            | 0            | 0          | 0          | 0    | 0    | 17   | 1    |